# Гастінгс-он-Гадсон (Нью-Йорк)
Гастінгс-он-Гадсон (англ. Hastings-on-Hudson) — селище (англ. village) в США, в окрузі Вестчестер штату Нью-Йорк. Населення — 8590 осіб (2020).

## Географія
Гастінгс-он-Гадсон розташований за координатами 40°59′17″ пн. ш. 73°52′52″ зх. д. / 40.98806° пн. ш. 73.88111° зх. д. (40.988041, -73.881236).  За даними Бюро перепису населення США в 2010 році селище мало площу 7,55 км², з яких 5,06 км² — суходіл та 2,49 км² — водойми.

## Демографія
Згідно з переписом 2010 року, у селищі мешкало 7849 осіб у 3027 домогосподарствах у складі 2055 родин. Густота населення становила 1040 осіб/км².  Було 3270 помешкань (433/км²).
Расовий склад населення:
| - 85,2 % — білих - 4,7 % — азіатів - 4,6 % — чорних або афроамериканців - 0,2 % — корінних американців - 2,6 % — осіб інших рас |

До двох чи більше рас належало 2,7 %. Частка іспаномовних становила 9,0 % від усіх жителів.
За віковим діапазоном населення розподілялося таким чином: 25,4 % — особи молодші 18 років, 57,3 % — особи у віці 18—64 років, 17,3 % — особи у віці 65 років та старші. Медіана віку мешканця становила 45,8 року. На 100 осіб жіночої статі у селищі припадало 89,4 чоловіків;  на 100 жінок у віці від 18 років та старших — 82,5 чоловіків також старших 18 років.
Середній дохід на одне домашнє господарство  становив 170 681 долар США (медіана — 124 276), а середній дохід на одну сім'ю — 209 931 долар (медіана — 158 518). Медіана доходів становила 105 473 долари для чоловіків та 80 954 долари для жінок. За межею бідності перебувало 4,0 % осіб, у тому числі 1,2 % дітей у віці до 18 років та 7,5 % осіб у віці 65 років та старших.
Цивільне працевлаштоване населення становило 3916 осіб. Основні галузі зайнятості: освіта, охорона здоров'я та соціальна допомога — 32,1 %, науковці, спеціалісти, менеджери — 17,7 %, мистецтво, розваги та відпочинок — 10,4 %, фінанси, страхування та нерухомість — 9,4 %.